# Tunnel 29
Tunnel 29 (originaltitel: Der Tunnel) är en tysk TV-film från 2001 i regi av Roland Suso Richter. Filmen är löst baserad historien om flykttunneln Tunnel 29 under Berlinmuren. Medverkar gör bland andra Heino Ferch, Nicolette Krebitz och Alexandra Maria Lara.

## Rollista (urval)
- Heino Ferch – Harry Melchior
- Nicolette Krebitz – Friederike "Fritzi" Scholz
- Sebastian Koch – Matthis Hiller
- Alexandra Maria Lara – Lotte Lohmann
- Mehmet Kurtuluş – Vittorio Costanza
- Claudia Michelsen – Carola Langensiep
- Felix Eitner – Fred von Klausnitz
- Uwe Kockisch – Överste Krüger
- Karin Baal – Marianne von Klausnitz
- Wolf-Dietrich Sprenger – Fotografen Grüner
- Christine Harbort – Fru Meckel
- Uwe Zerbe – Friedrich Meyer